# نامه به غلاطیان

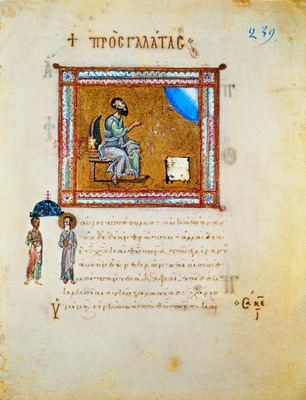
تصویر قبل از نامه پولس به غلاطیان

نامه به غَلاطیان یا گالاتیان از نوشته‌های پولُس رسول در عهد جدید و مورد قبول تمام مسیحیان راستین است. با انتشار پیام انجیل بر شمار مسیحیان غیریهودی افزوده می‌شد و آنان در جوار مسیحیان یهودی‌نژاد قرار می‌گرفتند. این هم‌زیستی سؤالی مهم برمی‌انگیخت: آیا شخص برای آنکه واقعاً مسیحی باشد و همچون مسیحی واقعی زندگی کند، باید شریعت موسی را اجرا کند؟ در این نامه، پولس به بررسی این سؤال می‌پردازد و به آن پاسخ منفی می‌دهد. او تأکید می‌کند که ایمان، یگانه بنیاد زندگی مسیحی است و تنها از طریق ایمان می‌توان مقبول خدا گشت و در پیشگاه او پارسا شمرده شد.
امّا برخی آموزندگان به کلیساهای گالاتیا (یا غَلاطیه که یکی از ایالت‌های امپراتوری روم در آسیای کوچک است) آمده بودند که با این نظر پولُس مخالفت می‌کردند و اعلام می‌داشتند که برای مقبول خدا بودن و زندگی در حضور او باید شریعت موسی را به‌جا آورد.
هدف اصلی از نگارش این نامه، تشویق مؤمنان به بازگشت به ایمان اولیه است. پولُس نامه را با دفاع از رسالت خود آغاز می‌کند. او با جدیّت بر این نکته تأکید می‌ورزد که رسالت او منشأ الهی دارد و هیچ مرجع انسانی او را بر این خدمت نگمارده‌است. پولُس اظهار می‌دارد که مأموریت او به‌طور خاص، خدمت به غیریهودیان است. سپس به دفاع از این اعتقاد می‌پردازد که انسان تنها از طریق ایمان نزد خدا پارسا شمرده می‌شود. او در فصل‌های پایانی بیان می‌کند که چگونه رفتار و منش مسیحی محصول عمل روح‌القدس در درون شخص و نتیجهٔ محبتی است که از ایمان به مسیح ناشی می‌شود.

## تقسیم‌بندی کلّی
1. سلام و دعا ( ۱-۱/۵ )
2. دریافت مأموریت پولس برای غیرِیهودیان ( ۱-۶/۲۴ )
3. پارسایی از راه ایمان نه شریعت ( ۳-۱/ ۵-۱)
4. آزادی از طریق مسیح ( ۵-۲/ ۶-۱۰ )
5. افتخار به صلیب ( ۶-۱۱/۱۷)
6. سلام آخر ( ۶-۱۸ )